# 人格本質模型
该模型的性格方面说，个性包括很多方面，取决于它被认为是个性的典范。这个词方面指的类型，阶段，特征，个性的看法。 不同的作者所描述的各个方面和层面的个性。
该模式涉及的核心要素的个性，不同的人，或部分相同的人之间的关系。该模型描述了一种个性的发展。它也说明了精神病理学。该模型包括评估方法和心理治疗的方法。这些方法改变每一人格维度。